# David Peterka
David Peterka, född 21 februari 2006, är en tjeckisk tävlingscyklist som tävlar i bancykling.

## Karriär
Vid EM 2025 i Heusden-Zolder tog Peterka brons i 1000 meter tidslopp.